# Antônio de Novais Filho
Antônio de Novais Melo Avelins Filho (Cabo de Santo Agostinho, 19 de julho de 1898 — Recife, 23 de março de 1978) foi um político brasileiro. Na vida política, foi prefeito do Recife em 1937–1945 e senador em 1946–1963. Além disso, ocupou o cargo de Ministro da Agricultura no fim do Governo Gaspar Dutra, de 1950–1951.

## Biografia
Nascido no Cabo de Santo Agostinho,  Antônio estudou no Instituto Carneiro Leão, no Recife. Posteriormente participou da colação de grau, após ter cursado direito na faculdade da capital pernambucana. Embora tenha sido formado na profissão, ele nunca exerceu a advocacia; optou-se pelo trabalho na lavoura canavieira.

### Carreira política
Antônio ingressou na carreira política como prefeito do Recife nos anos de 1937 a 1945, após ter sido nomeado pelo então interventor Agamenon Magalhães. Em seu mandato, foi responsável pela construção do Parque 13 de Maio, com o objetivo de abrigar o Congresso Eucarístico Nacional e pela Ponte Duarte Coelho, além de ter iniciado a abertura da Avenida Dantas Barreto; reformou o Bairro de Santo Antônio e inaugurou a Avenida Guararapes.
Como fundador do Partido Social Democrático (PSD), se candidatou a senador nas eleições de 1945. Além de ter sido eleito senador, foi Ministro da Agricultura nos momentos finais do governo de Eurico Dutra. Posteriormente, foi senador reeleito em 1954.
Faleceu no Recife no dia 23 de março de 1978, aos 79 anos de idade.